# Água Branca (Alagoas)
Água Branca é um município brasileiro do estado de Alagoas.

## Centro histórico
O centro histórico da cidade é representado pelas igrejas, casarios, casa do Barão de Água Branca, Praça de Nossa Senhora do Rosário, Praça da Matriz e Praça Fernandes Lima. Este conjunto arquitetônico é um dos maiores atrativos. Além da beleza é realmente uma grande obra de arte. Pois possui na sua arquitetura o estilo barroco e colonial.
Existe a lei municipal nº 447/71 de 18 de abril de 2001, que dispõe sobre o tombamento do centro histórico, seus entornos, seus monumentos históricos e ecológicos, publicada e registrada na Secretaria Municipal de Administração e Finanças da Prefeitura Municipal de Água Branca.

## Geografia

### Clima
Segundo dados do Instituto Nacional de Meteorologia (INMET), referentes ao período de 1977 a 1980, 1986 a 1989 e a partir de 1993, a menor temperatura registrada em Água Branca foi de 11,7 °C em 1° de agosto de 1994, e a maior atingiu 38,1 °C em 22 de dezembro de 1987. O maior acumulado de precipitação em 24 horas foi de 116,9 milímetros (mm) em 22 de fevereiro de 2000. Outros acumulados iguais ou superiores a 100 mm foram 110,6 mm em 9 de abril de 1996 e 100,8 mm em 14 de março de 2011. Maio de 2009, com 454,5 mm, foi o mês de maior precipitação.
| Dados climatológicos para Água Branca | Dados climatológicos para Água Branca | Dados climatológicos para Água Branca | Dados climatológicos para Água Branca | Dados climatológicos para Água Branca | Dados climatológicos para Água Branca | Dados climatológicos para Água Branca | Dados climatológicos para Água Branca | Dados climatológicos para Água Branca | Dados climatológicos para Água Branca | Dados climatológicos para Água Branca | Dados climatológicos para Água Branca | Dados climatológicos para Água Branca | Dados climatológicos para Água Branca |
| Mês | Jan                                   | Fev                                   | Mar                                   | Abr                                   | Mai                                   | Jun                                   | Jul                                   | Ago                                   | Set                                   | Out                                   | Nov                                   | Dez                                   | Ano                                   |
| --- | ------------------------------------- | ------------------------------------- | ------------------------------------- | ------------------------------------- | ------------------------------------- | ------------------------------------- | ------------------------------------- | ------------------------------------- | ------------------------------------- | ------------------------------------- | ------------------------------------- | ------------------------------------- | ------------------------------------- |
| Temperatura máxima recorde (°C) | 36,6                                  | 35,6                                  | 35,7                                  | 35,3                                  | 36,4                                  | 32                                    | 29,6                                  | 30,6                                  | 34                                    | 36                                    | 35,7                                  | 38,1                                  | 38,1                                  |
| Temperatura máxima média (°C) | 30,9                                  | 31,1                                  | 30,5                                  | 29                                    | 26,9                                  | 24,7                                  | 24,1                                  | 24,9                                  | 27,6                                  | 30                                    | 31,2                                  | 31,3                                  | 28,5                                  |
| Temperatura média compensada (°C) | 24,8                                  | 24,9                                  | 24,7                                  | 23,9                                  | 22,5                                  | 20,9                                  | 20,2                                  | 20,3                                  | 21,8                                  | 23,5                                  | 24,6                                  | 24,9                                  | 23,1                                  |
| Temperatura mínima média (°C) | 20                                    | 20,3                                  | 20,5                                  | 20,3                                  | 19,5                                  | 18,4                                  | 17,7                                  | 17,3                                  | 17,8                                  | 18,7                                  | 19,5                                  | 20,1                                  | 19,2                                  |
| Temperatura mínima recorde (°C) | 16,3                                  | 17,2                                  | 16,9                                  | 16,8                                  | 15,8                                  | 14,3                                  | 13                                    | 11,7                                  | 13,6                                  | 12                                    | 15,9                                  | 16,4                                  | 11,7                                  |
| Precipitação (mm) | 39,7                                  | 57                                    | 108,5                                 | 85                                    | 147,9                                 | 178,4                                 | 164,9                                 | 99,8                                  | 41,5                                  | 29,5                                  | 28,4                                  | 42                                    | 1 022,7                               |
| Dias com precipitação (≥ 1 mm) | 3                                     | 4                                     | 7                                     | 8                                     | 13                                    | 17                                    | 16                                    | 13                                    | 6                                     | 3                                     | 2                                     | 3                                     | 95                                    |
| Umidade relativa compensada (%) | 72                                    | 70,6                                  | 77,5                                  | 83,3                                  | 86,8                                  | 91,6                                  | 91,4                                  | 88                                    | 79,8                                  | 74,4                                  | 72,8                                  | 72,9                                  | 80,1                                  |
| Insolação (h) | 239,8                                 | 221,8                                 | 226,7                                 | 212,4                                 | 181,4                                 | 142,1                                 | 156,9                                 | 187,6                                 | 229                                   | 268,6                                 | 263,1                                 | 264,9                                 | 2 594,3                               |
| Fonte: Instituto Nacional de Meteorologia (INMET) (normal climatológica de 1981-2010; recordes de temperatura: 01/01/1977 a 31/12/1980, 01/01/1986 a 31/03/1989 e 01/01/1993-presente) |                                       |                                       |                                       |                                       |                                       |                                       |                                       |                                       |                                       |                                       |                                       |                                       |                                       |